# 伊斯雷爾·芬克爾斯坦
伊斯雷爾·芬克爾斯坦（希伯來語：ישראל פינקלשטיין，1949年3月29日—）是以色列著名考古学家。他是以色列北部米吉多考古遗址的发掘联合主任。他于1996至2002年在特拉维夫大学担任索尼亚和马可纳德勒考古学研究所所长。 2005年，他获得了丹·大卫奖。

## 生平
伊斯雷爾·芬克爾斯坦出生于佩塔提克瓦。他在特拉维夫大学完成他的学业，并撰写了博士论文。